# Hugo Koller

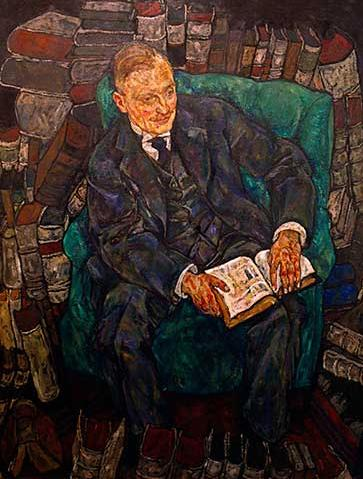
Hugo Koller; von Egon Schiele

Hugo Albert Ferdinand Koller (* 23. Dezember 1867 in Wien; † 18. Oktober 1949 in Oberwaltersdorf) war ein Wiener Industrieller, Kunstfreund und Bibliophiler.
Er studierte 1884 bis 1890 an der Wiener Universität Medizin sowie Mathematik und Physik, wobei er sich intensiv mit Elektrochemie befasste. 1889 promovierte Koller zum Doktor der Philosophie und ein Jahr später zum Doktor der gesamten Heilkunde.
Koller veröffentlichte mehrere wissenschaftliche Arbeiten in den Sitzungsberichten der kaiserlichen Akademie der Wissenschaften (heute: Österreichische Akademie der Wissenschaften). Im Jahr 1891 erhielt Koller eine Anstellung als Assistent am physikalischen Cabinet der Wiener Universität.
Im Kreis der Wiener Brucknerianer um Hugo Wolf, Friedrich Eckstein, Josef und Franz Schalk lernte er die jüdische Malerin Broncia Pineles kennen. Koller, ein Katholik, konvertierte, die beiden heirateten 1896 ungeachtet der familiären Einwände, und sie bekamen zwei Kinder: Rupert Koller (1896–1976; ⚭ Anna Mahler) und die Malerin Silvia Koller. Sie lebten zunächst in Salzburg. Als Sammler und Mäzen förderte er das künstlerische Schaffen seiner Frau und erleichterte ihr durch seine guten Beziehungen zu den Secessionisten und Künstlern der Wiener Werkstätte auch den Zugang zum Ausstellungsbetrieb.
1897 baute er zum Antrieb der Fabrik seines Schwiegervaters Saul Pineles (1834–1903) in Oberwaltersdorf das erste Elektrizitätswerk Niederösterreichs. 1898 übersiedelte die Familie nach Nürnberg. 1903 zog die Familie wieder zurück nach Wien und wohnte nun direkt neben dem Theater an der Wien. Nach dem Tod des Schwiegervaters erwarben sie dessen Gut Oberwaltersdorf, wo sie gern Künstler empfingen. Den Maler Heinrich Schröder (1881–1942) hatte die Familie wie einen Sohn aufgenommen. Koller besaß eine mehrere tausend Bände umfassende Bibliothek alter Bücher und kostbare Frühdrucke, in deren Mitte er 1910 oder 1918 von Schiele dargestellt wurde. 1913 ließ er nach  Plänen seines Freundes Josef Hoffmann der Fabrik einen Bau für sein Laboratorium angliedern. 1916 wurde er zweiter Geschäftsführer der neugegründeten Elektrochemischen Werke Breslau GmbH.

## Schriften
- Ueber den Durchgang von Elektricität durch sehr schlechte Leiter. In: Sitzungsberichte. Akademie Der Wissenschaften in Wien, Mathematisch-Naturwissenschaftliche Klasse. Gerold, Tempsky, Hölder, Wien 1889.
- Ueber das Verhalten von Isolatoren bei höherer Temperatur. In: Sitzungsberichte. Akademie Der Wissenschaften in Wien, Mathematisch-Naturwissenschaftliche Klasse. Gerold, Tempsky, Hölder, Wien 1890.